# Fabbrica Sali di Bario
La fabbrica Sali di Bario è uno stabilimento dismesso situato nel nucleo industriale della città di Calolziocorte, in provincia di Lecco, che tra il 1902 e il 1998 si è dedicato alla produzione di acidi e prodotti derivati dalla barite.

## Storia

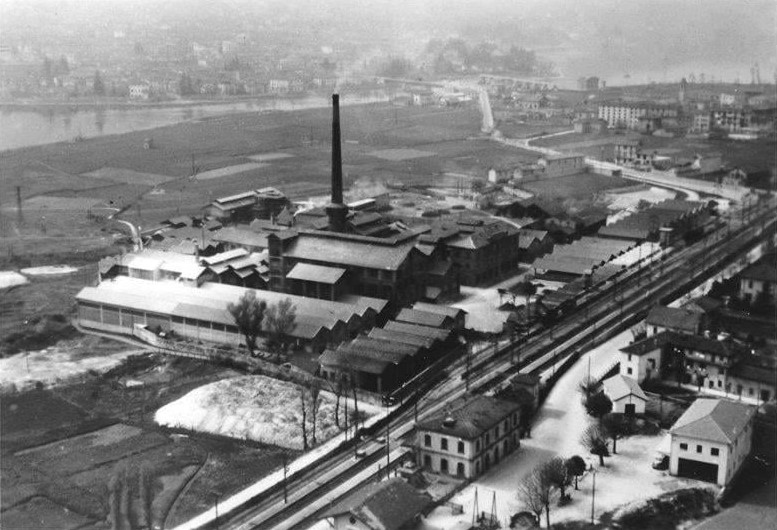
La fabbrica nel 1967

Già dalla seconda metà del XIX secolo in Valsassina erano attive numerose cave di barite, un minerale che costituisce la principale fonte per l'estrazione del bario. Alla fine del XIX secolo a Lecco e nel suo circondario non c'erano fabbriche che lavorassero chimicamente la barite, ma solo aziende addette all’estrazione e al suo stoccaggio. In questo contesto la ditta lecchese Cugnasca Baggioli, che già si occupava di estrazione della barite, il 23 ottobre 1900 ottenne il permesso di aprire una fabbrica per la lavorazione chimica della barite a Calolziocorte, dove nel 1902 si iniziò la lavorazione e la produzione in via del tutto sperimentale dell’acido solforico e dell'idrato di bario.
La fabbrica fu realizzata a Calolziocorte in modo da trovarsi in prossimità sia della stazione ferroviaria che del lago. Nel 1908 Luigi De Ponti e il figlio Gaspare acquisirono le azioni della società, assumendone il controllo direzionale fino al 1971, in questi 63 anni però la fabbrica dovette attraversare lunghi periodi di crisi: quelli più pesanti dal punto di vista economico furono i due dopoguerra, durante i quali si dimezzò la produzione; l’industria per rimanere in vita dovette licenziare numerosi operai e tagliare gli stipendi a quelli ancora presenti. Un altro periodo di forte crisi si ebbe all’inizio degli anni sessanta con l'aumento della concorrenza e la drastica diminuzione della richiesta dei prodotti, nel 1971 il complesso venne ceduto alla società AMMI Bario per poi chiudere definitivamente i battenti nel 1998.

## Struttura

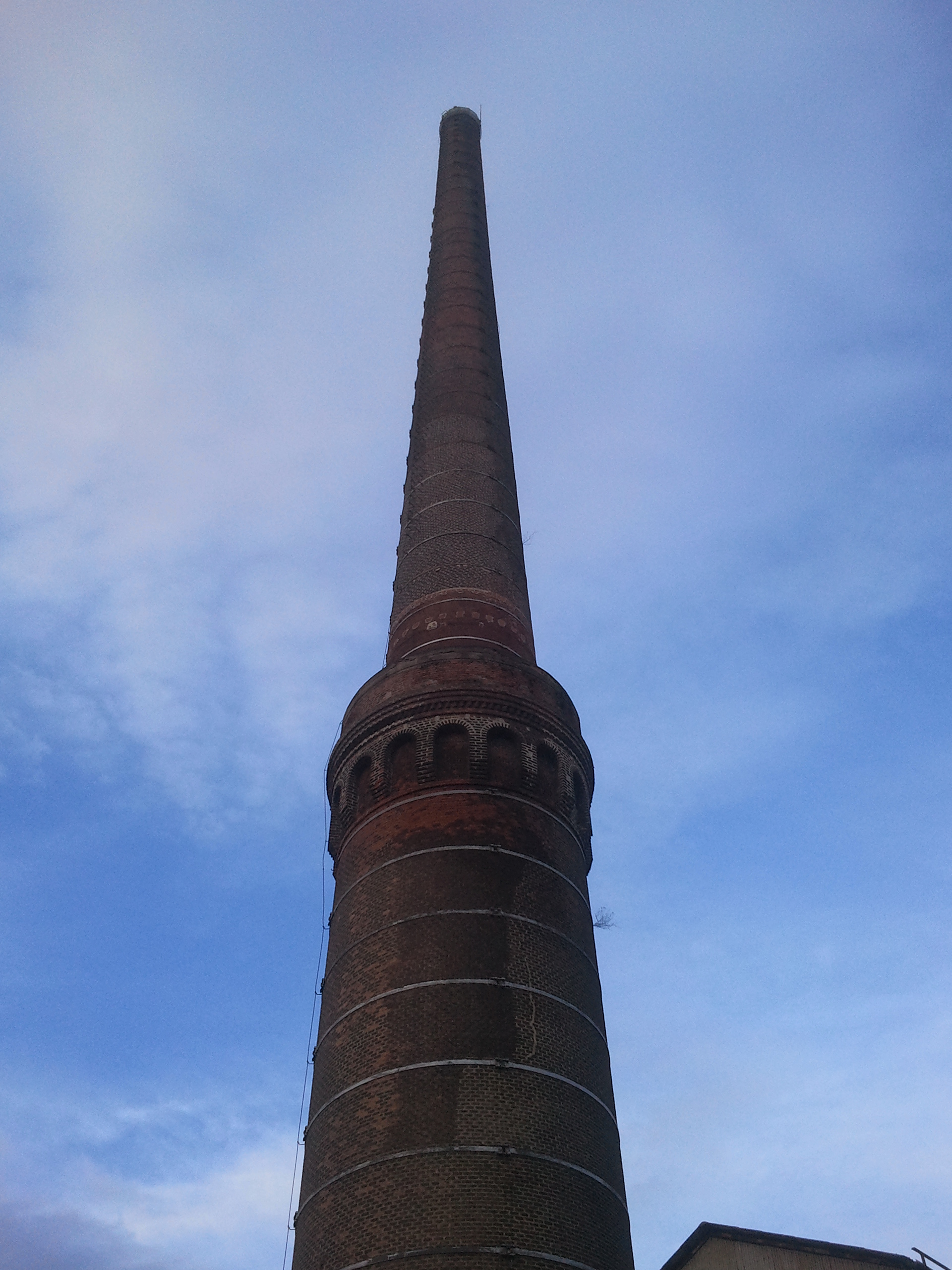
La ciminiera

Il complesso produttivo è uno dei maggiori esempi di archeologia industriale nel lecchese. Gli edifici sono principalmente in mattoni rossi a vista, mentre la struttura più caratteristica dell'intero complesso è la ciminiera. La ciminiera fu costruita qualche anno dopo la costruzione della fabbrica con l'inizio della produzione degli acidi che causava l'emissione di fumi tossici  di colore giallo. L'elevata altezza della ciminiera era direttamente collegata al suo scopo, ossia quello di evitare che il fumo giallo venisse inalato dai cittadini e dagli operai.

## Bonifica e riqualificazione
Durante la sua attività la fabbrica produsse ingenti quantità di rifiuti tossici, che vennero smaltiti in un lotto di terreno poco distante dal complesso industriale. Nel corso dei decenni questo continuo accumulo di scarti nocivi di produzione contribuì alla formazione di una piccola collinetta ora utilizzata come pascolo per animali quali asini e cavalli; questi rifiuti però continuano tuttora ad essere nocivi per l'ambiente continuando a inquinare l'area limitrofa alla piccola collina.
Il nucleo principale della fabbrica è in disuso, dal 2000 si è cercato di dare una seconda vita all’imponente edificio e in parte si è riusciti nell’intento, nei primi anni 2000 è stata ristrutturata la parte più a nord dell’industria adibendola a uffici e aree commerciali, invece nel 2013 una piccola parte a est dell’edificio è stata adibita a pub.